# 302 aC
El 302 aC va ser un any del calendari romà prejulià. A la República i a l'Imperi Romà es coneixia com l'Any del Consolat de Dènter i Paulus (o també any 452 ab urbe condita). La denominació «302 aC» per a aquest any s'ha emprat des de l'edat mitjana, quan el calendari Anno Domini va ser el mètode prevalent a Europa per a anomenar els anys.

## Esdeveniments

### Antiga Grècia. ElsDiàdocs
- Després del seu acord per derrotar a Antígon Monoftalm, Seleuc envaeix Àsia Menor des de Babilònia, mentre que Ptolemeu I ataca Síria i Lisímac de Tràcia es mou cap a la part occidental d'Àsia Menor.[2]
- Lisímac de Tràcia destrueix les ciutats de Colofó i Lèbedos.[3]
- Dòcim, el regent de Frígia, i Fènix, l'estrateg de Lícia, abandonen a Antígon Monoftalm.[4]
- El general macedoni, Filèter de Pèrgam, canvia l'aliança que mantenia amb Antígon i s'uneix a Lisímac de Tràcia el rival d'Antígon. Quan va tornar, Lisímac nomena Filèter guardià de la fortalesa de Pèrgam amb el seu tresor d'uns 9000 talents.[5]
- El fill d'Antígon, Demetri Poliorceta ataca les forces de Cassandre a Tessàlia. Cassandre perd les seves possessions al sud de Tessàlia. Antígon i Demetri coronen el seu èxit renovant la Lliga Panhel·lènica. Els ambaixadors de tots els estats hel·lens (excepte Esparta, Messènia i Tessàlia) es reuneixen a Corint per elegir Antígon i Demetri protectors de la nova lliga.[6]
- Mentre Antígon intenta encerclar als seus enemics, s'estableix una treva i Demetri arriba Efes per donar suport al seu pare.[7]
- Pirros és destronat com a rei de l'Epir, per una revolta que situa al tron a Neoptòlem II i s'uneix a Demetri Poliorceta mentre és a l'exili.[8]

### Antiga Roma
- Aquest any són elegits cònsols Marc Livi Dènter i Marc Emili Paulus.[9]
- Emili Paulus s'enfronta prop de Turis a l'espartà Cleònim que assolava les costes italianes amb una flota.[10]
- Alba Fucens, al territori dels eqües, rep uns 6.000 colons, amb gran indignació per part dels seus habitants.[11]
- Es reinicia la guerra contra els eqües, però els cònsols romans són rebutjats en tots els seus atacs.[12]
- Gai Juni Bubulc Brut és nomenat dictador per lluitar contra els eqües, i Marc Titini és el seu magister equitum. Es temia una revolta general de les nacions veïnes. Bubulc va derrotar els eques al primer combat i va tornar a Roma al cap de set dies.[13]
- El dictador Bubulc Brut consagra el temple de Salus, deessa de la salut, que s'havia edificat per decisió del senat en una votació l'any 304 aC, durant les guerres samnites.[14]

## Necrològiques
- Mitridates II, sàtrapa del Pont. El va succeir sense dificultats el seu fill Mitridates III, generalment anomenat Mitridates I del Pont.[15]